# 929

929(구백이십구)는 928보다 크고 930보다 작은 자연수다.

## 수학
- 158번째 소수(素數)다. 앞의 소수는 919, 다음 소수는 937이다.
  - 17번째 프로트 소수다. 앞의 프로트 소수는 769, 다음은 1153이다.

({\displaystyle 929=29\times 2^{5}+1})
  - 20번째 회문 소수이자, 가장 큰 세 자리 회문 소수다. 앞의 회문 소수는 919, 다음은 10301이다.
- {\displaystyle 929=83+89+97+101+103+107+109+113+127}
  - 연속하는 소수(素數) 9개의 합으로 나타낼 수 있으며, 이 성질을 지닌 앞의 수는 881, 다음 수는 977이다.
- {\displaystyle 929=20^{2}+23^{2}}
  - 서로 다른 수 자연수의 제곱합으로 나타낼 수 있다.
- {\displaystyle 18^{8}-1}은 929로 나누어떨어진다.

## 과학·기술
- NGC 929(독일어판, 프랑스어판): 고래자리 방향에 있는 나선은하.
- 929 알군데(영어판): 소행성.
- 보잉 929: 보잉의 수중익선.

## 교통

### 철도
- 서울 지하철 9호선 봉은사역의 역번호.

### 도로
- 929번 홋카이도도(일본어판)

## 군사
- LST-929(영어판): 제2차 세계 대전에 사용된 미국의 전차상륙함.
- U-929(영어판): 제2차 세계 대전에 사용된 나치 독일의 군용 잠수함.

## 문화유산
- 대한민국의 보물 제929호: 기사계첩 (해제)[a]

## 기타
- 날짜: 9월 29일
- 연도: 929년, 기원전 929년
- 929 웨스트 그레이스 스트리트(영어판): 미국 버지니아주 리치먼드에 존재했던 음악 거리.